# Goldman Sachs
Die Goldman Sachs Group, Inc. (kurz GS) ist ein weltweit tätiges Investmentbanking- und Wertpapierhandelsunternehmen mit Sitz in New York City.
Zu Goldman Sachs’ Kunden zählen große Unternehmen und Staaten sowie High Net Worth Individuals, die Dienstleistungen aus dem Bereich des Investmentbanking, Finanzmanagement, Vermögensverwaltung, Prime Brokerage und Underwriting sowie Beratungsdienstleistungen etwa bei Mergers & Acquisitions in Anspruch nehmen. Außerdem ist die Firma über die Direktbank Marcus im Privatkundengeschäft tätig und gibt gemeinsam mit Apple die Apple Card heraus.
Die Bank ist eine der Großbanken, die vom Financial Stability Board (FSB) als systemisch bedeutsames Finanzinstitut eingestuft wurden. Sie unterliegt damit einer besonderen Überwachung und strengeren Anforderungen an die Ausstattung mit Eigenkapital.
Ehemalige Goldman-Sachs-Mitarbeiter sind der ehemalige Präsident der Europäischen Zentralbank (EZB) Mario Draghi, der ehemalige italienische Ministerpräsident Mario Monti, der Vorsitzende des Financial Stability Board zur Überwachung des globalen Finanzsystems Mark Carney sowie die wirtschaftspolitischen Berater des US-Finanzministeriums Robert Rubin und Henry Paulson.
Die Firma belegt den 60. Platz auf der Fortune 500 Liste der 500 umsatzstärksten US-Unternehmen.

## Geschichte

### 1869–1930

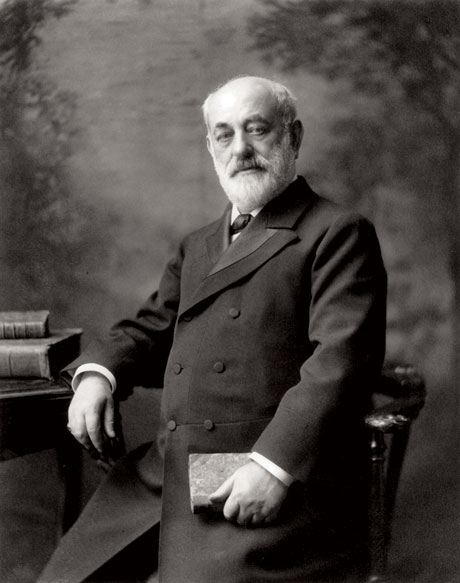
Bankgründer Marcus Goldman

Das Unternehmen wurde 1869 von dem deutschen Auswanderer Marcus Goldman zunächst als M. Goldman & Company mit einem Ein-Zimmer-Büro in New Yorks Pine Street gegründet. 1882 trat Goldmans Schwiegersohn und „Erfinder der Aktie“ Samuel Sachs in die Bankgeschäfte ein, und beide firmierten fortan als M. Goldman Sachs. Im Jahre 1885 nahm Goldman seinen Sohn Henry und seinen Schwiegersohn Ludwig Dreyfuss in das Unternehmen auf; der Firmenname wurde auf Goldman Sachs & Co. geändert. Das Unternehmen machte sich einen Namen in seiner Vorreiterrolle bei der Nutzung von Commercial Papers für Unternehmen und wurde im Jahr 1896 eingeladen, der New York Stock Exchange beizutreten.
Im frühen 20. Jahrhundert war Goldman ein führendes Unternehmen zur Entwicklung des Initial-Public-Offering-Marktes. Es gelang einer der größten damaligen Börsengänge, als Sears, Roebuck and Company im Jahre 1906 von Goldman Sachs an die Börse gebracht wurde.
Am 4. Dezember 1928 wurde die „Goldman Sachs Trading Corp.“ gegründet, ein geschlossener Investmentfonds, dessen Geschäftsmodell Ähnlichkeiten mit einem Schneeballsystem aufwies. Der Investmentfonds scheiterte während des Börsencrashes im Jahre 1929, und die Unternehmensreputation war für einige Jahre stark beschädigt.

### 1930–1980

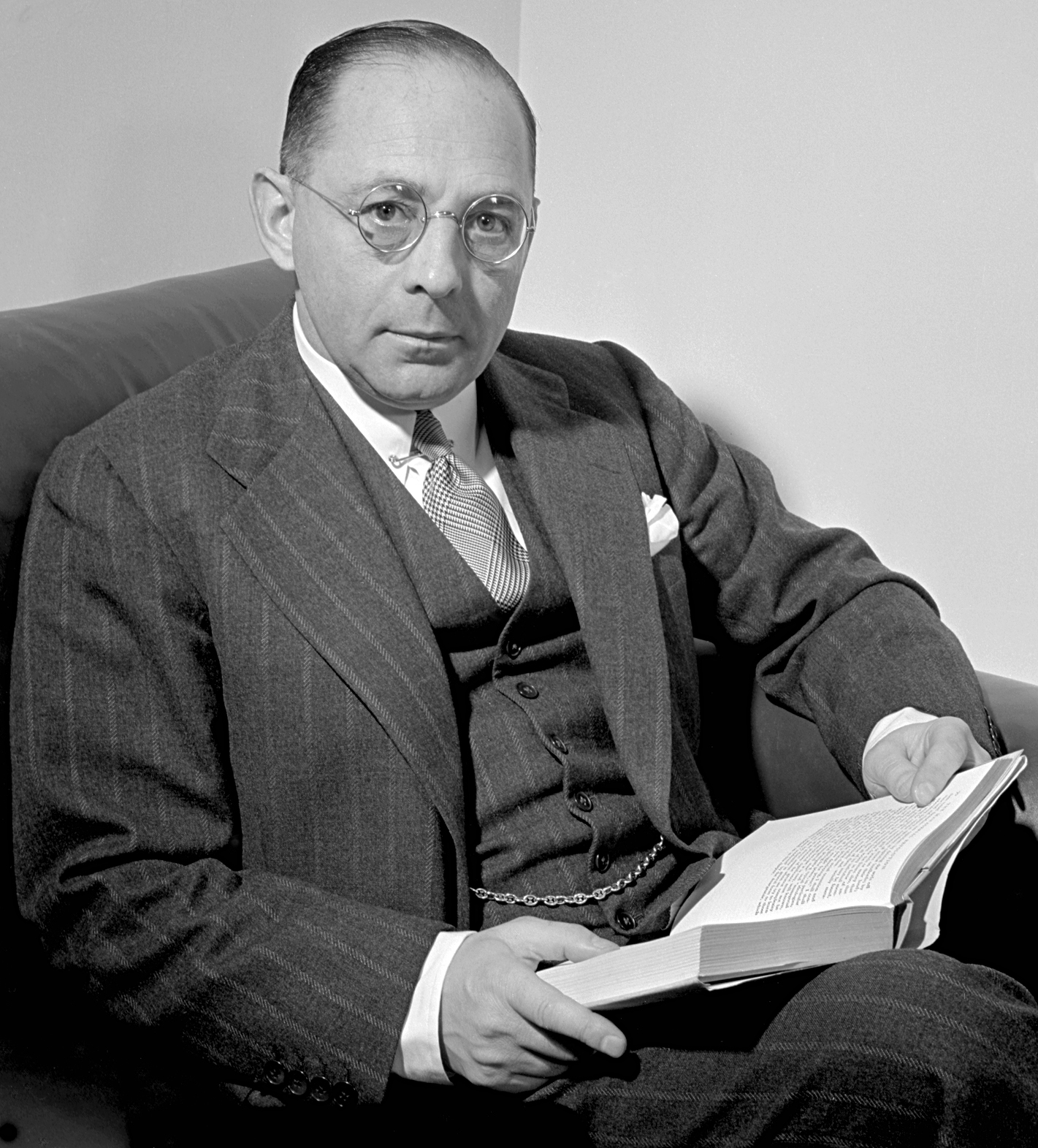
„Mr. Wall Street“ Sidney Weinberg

Im Jahr 1930 übernahm Sidney Weinberg die Rolle des Senior-Partners und verschob Goldman Sachs’ Fokus weg vom Wertpapierhandel zum Investment Banking. Weinberg half, die Reputation des Unternehmens wieder zu steigern und dessen angeschlagenen Ruf loszuwerden. Unter Weinberg war Goldman Sachs „Lead Advisor“ für den Börsengang der Ford Motor Company im Jahre 1956, einen der damals größten Börsengänge. Unter der Leitung Weinbergs schuf Goldman Sachs auch eine eigene Researchabteilung und begann das Brokergeschäft für Anleihen der US-amerikanischen Gemeinden und Kommunen.
Gus Levy trat dem Unternehmen in den 1950er Jahren als Effektenhändler bei. Dieser Zeitpunkt markiert einen Trend bei Goldman Sachs, ab dem es zu internen Machtkämpfen zwischen dem Investment Banking und dem Wertpapierhandel kam. Während der 1950er und 1960er Jahre fand ein Machtkampf zwischen Weinberg und Levy statt. 1969 übernahm Levy die Leitung der Bank als Senior-Partner von Weinberg, der in den Ruhestand ging, und baute Goldman Sachs Handelssparte weiter aus. Unter Levys Führung etablierte sich die Philosophie des „langfristig gierig“ („long-term greedy“): solange Geld auf lange Sicht verdient wird, seien kurzfristige Verluste nicht unbedingt immer besorgniserregend. Während Levys Zeit als Senior-Partner reinvestierten die meisten Partner große Teile ihrer Gewinne in das Unternehmen, so dass der Fokus stets auf der Zukunft lag.
Eine weitere schwere Krise traf das Unternehmen im Jahre 1970, als die Penn Central Transportation Company Konkurs mit über 80 Millionen US-Dollar in ausstehenden Commercial Paper anmeldete, ein Großteil davon ausgestellt von Goldman Sachs. Die Konkursmasse war klein, der Schaden für Goldman Sachs groß, und die daraus resultierenden Klagen drohten das Unternehmen ernsthaft zu gefährden. Infolge des Konkurses der Penn Central Transportation Company wurden Bonitätsratings für Emittenten von Commercial Paper eingeführt.
Nach diesem Debakel begann Goldman Sachs in den 1970er Jahren weltweit zu expandieren. Unter der Leitung von Senior-Partner Stanley R. Miller eröffnete Goldman Sachs 1970 seine erste internationale Niederlassung in London und schuf eine „Private Wealth“-Abteilung, dann eine Fixed Income Abteilung im Jahre 1972. Darüber hinaus nahm Goldman Sachs eine Vorreiterrolle bei der „White Knight“-Strategie im Jahr 1974 während seiner Versuche, Electric Storage Battery gegen ein feindliches Übernahmeangebot von International Nickel und Goldman Sachs’ Rivalen Morgan Stanley zu verteidigen.
John Weinberg, der Sohn von Sidney Weinberg, und John C. Whitehead übernahmen als Co-Senior-Partner im Jahr 1976 die Geschäftsführung. Eine ihrer Initiativen war die Errichtung der vierzehn Geschäftsprinzipien („Business Principles“), die noch bis heute Bestand haben.

### 1980–1999

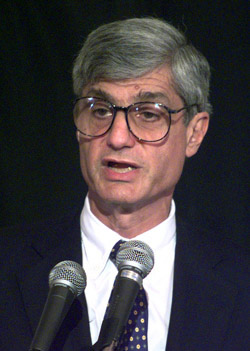
Senior Partner Robert Rubin

Am 16. November 1981 übernahm Goldman Sachs die J. Aron & Company, ein Rohstoffhandelsunternehmen, welches mit der Fixed-Income-Abteilung zusammengeführt wurde und zur Abteilung Fixed Income, Currencies and Commodities wurde. Der Schwerpunkt der Aktivitäten bei der J. Aron & Company war der Kaffee- und Goldmarkt. Im Jahre 1985 war Goldman Sachs Underwriter des Börsenganges des Real-Estate-Investment-Trust, dem unter anderem auch das Rockefeller Center gehörte. Im Zuge des Zusammenbruchs der Sowjetunion beteiligte sich Goldman Sachs auch bei der Privatisierung ehemaliger russischer Staatsunternehmen.
Im Jahr 1986 wurde das Unternehmen „Goldman Sachs Asset Management“ gegründet, welches bis heute die Mehrheit der Investmentfonds und Hedge-Fonds verwaltet. Im selben Jahr war Goldman Sachs Underwriter für den Börsengang von Microsoft, Berater von General Electric bei der Übernahme der Radio Corporation of America und schloss sich der London Stock Exchange sowie der Tokyo Stock Exchange an.
Robert Rubin und Stephen Friedman übernahmen die Co-Senior-Partnerschaft im Jahr 1990 und versprachen sich auf die Globalisierung des Unternehmens und die Stärkung der Merger & Acquisitions- und Handelsgeschäftsfelder zu konzentrieren. Während ihrer Geschäftsführerzeit führte die Firma den papierlosen Handel an der New York Stock Exchange ein und war Lead Manager für die erste globale Schuldverschreibung eines US-amerikanischen Unternehmens. In dieser Zeit wurde auch der Goldman Sachs Commodity Index (GSCI) entwickelt. 1994 wurde eine Niederlassung in Peking gegründet; Jon Corzine übernahm nach dem Weggang von Rubin und Friedman die Leitung des Unternehmens.

### 2000-heute
Im September 2000 kaufte Goldman Sachs den Aktienhändler Spear, Leeds & Kellogg für 6,5 Milliarden Dollar. Im März 2003 beteiligte sich Goldman Sachs mit 45 % an der australischen Investmentbank JBWere. Henry Paulson verließ das Unternehmen im Mai 2006 um US-Finanzminister zu werden. Lloyd C. Blankfein wurde sein Nachfolger. Im Januar 2007 kaufte Goldman Sachs zusammen mit CanWest Global Communications das kanadische Kommunikationsunternehmen Alliance Atlantis. 2011 erwarb Goldman Sachs die restlichen Anteile an JBWere für 1 Milliarde Dollar.
Im Zuge der Finanzkrise ab 2007 beantragte Goldman Sachs eine Statusänderung von einer reinen Investmentbank hin zu einer „holding company“. Diese Statusänderung wurde am 21. September 2008 vom amerikanischen Notenbanksystem „Federal Reserve System“ (Fed) anerkannt. Damit unterwarf sich Goldmann Sachs der strengeren Regulierung für Geschäftsbanken und erhielt dafür einen leichteren Zugang zur Liquiditätsversorgung durch die Fed.
Im April 2013 platzierte Goldman Sachs gemeinsam mit der Deutschen Bank eine Unternehmensanleihe von Apple in Höhe von 17 Milliarden US-Dollar. Dies war die größte Anleihen-Emission der Geschichte und die erste von Apple seit 1996. Am 30. Oktober 2014 meldete Goldman Sachs ein Patent für eine virtuelle Währung namens SETLCoin an. Im August 2015 übernahm Goldman Sachs das Online Banking der GE Capital Bank mit Einlagen von 16 Milliarden Dollar. 2016 eröffnete das Unternehmen die Direktbank Marcus by Goldman Sachs.
Am 10. September 2018 übernahm Goldman Sachs die Mehrheit an der Boyd Corporation, einem Unternehmen für Umwelttechnologie. Am 16. Mai 2019 kaufte Goldman Sachs die United Capital Financial Partners für 750 Millionen Dollar.
2019 verlagerte Goldman Sachs seinen Europasitz von London nach Frankfurt am Main.
Anfang 2025 ist Goldman Sachs aus der UN-Brancheninitiative Net-Zero Banking Alliance (NZBA) ausgetreten. Bis dahin hatte sich Goldman Sachs verpflichtet, ihre Kredit- und Anlageprodukte spätestens bis zum Jahr 2050 klimaneutral zu gestalten.

## Geschäftszahlen
| Jahr | Bilanzsumme in Mio. US$ | Umsatz in Mio. US$ | Überschuss in Mio. US$ | Mitarbeiter |
| ---- | ----------------------- | ------------------ | ---------------------- | ----------- |
| 2005 | 706.804                 | 25.238             | 5.609                  | 22.425      |
| 2006 | 838.201                 | 37.665             | 9.398                  | 26.467      |
| 2007 | 1.119.796               | 45.987             | 11.407                 | 30.522      |
| 2008 | 884.547                 | 22.222             | 2.041                  | 30.067      |
| 2009 | 848.942                 | 45.173             | 12.192                 | 32.500      |
| 2010 | 911.332                 | 39.161             | 7.713                  | 35.700      |
| 2011 | 923.225                 | 28.811             | 2.510                  | 33.300      |
| 2012 | 938.555                 | 34.163             | 7.292                  | 32.400      |
| 2013 | 911.507                 | 34.206             | 7.726                  | 32.900      |
| 2014 | 855.842                 | 34.528             | 8.077                  | 34.000      |
| 2015 | 861.395                 | 33.820             | 5.568                  | 36.800      |
| 2016 | 860.165                 | 30.790             | 7.087                  | 34.400      |
| 2017 | 916.776                 | 32.730             | 3.685                  | 36.600      |
| 2018 | 931.796                 | 36.616             | 9.860                  | 36.600      |
| 2019 | 992.968                 | 36.546             | 7.897                  | 38.300      |
| 2020 | 1.163.028               | 44.560             | 8.915                  | 40.500      |
| 2021 | 1.463.988               | 59.339             | 21.151                 | 43.900      |
| 2022 | 1.441.799               | 47.365             | 10.764                 | 48.500      |
| 2023 | 1.641.594               | 46.254             | 7.907                  | 45.300      |

## Unternehmenskritik

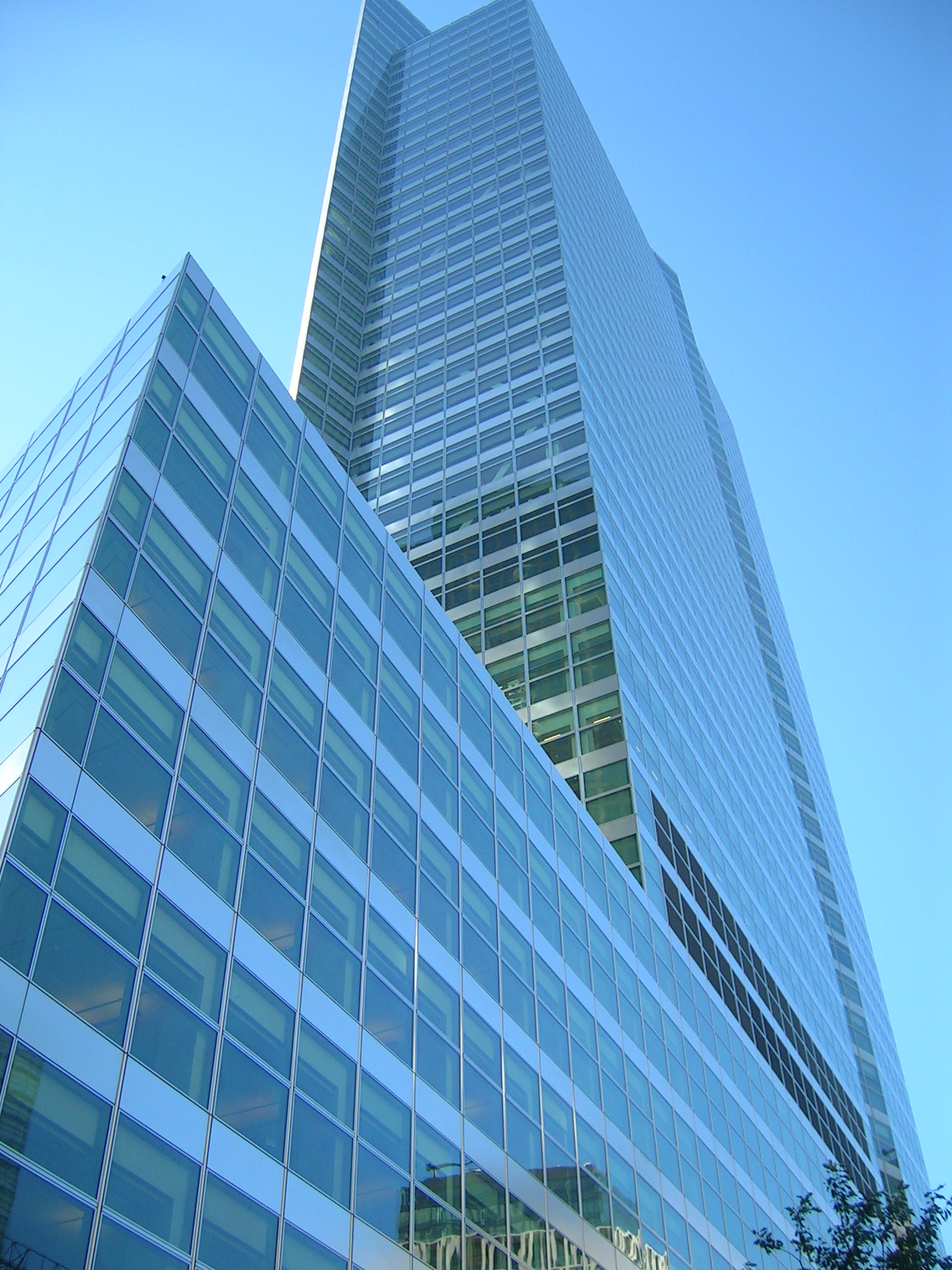
200 West Street in New York City, Hauptsitz der Bank

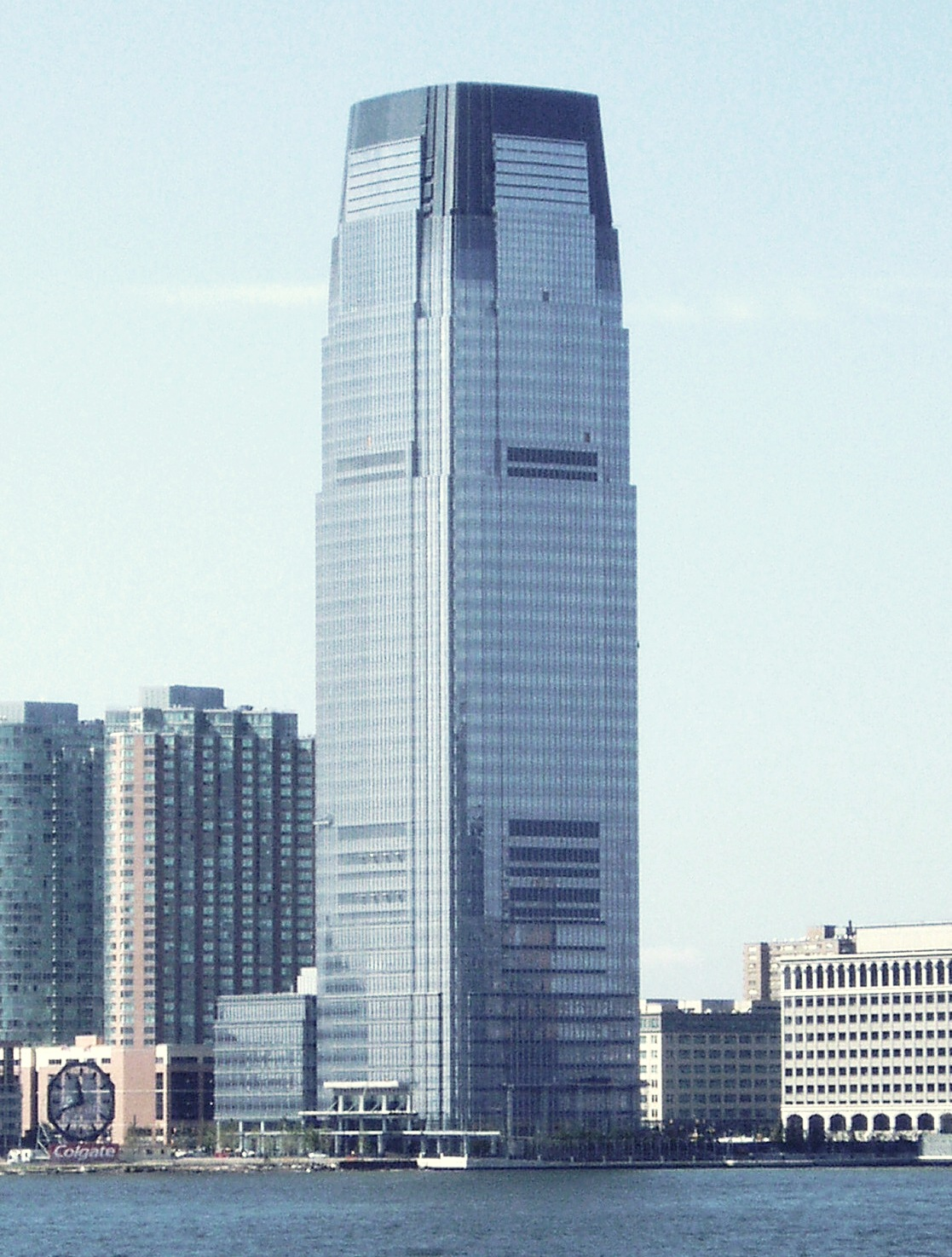
Goldman Sachs Tower, in Jersey City, (New Jersey)

### Hedge-Fonds-Verluste aufgrund der Subprime-Krise
Im Gegensatz zu vielen Wettbewerbern konnte Goldman Sachs Verluste aufgrund der Subprime-Krise auf Gesamtunternehmensebene vermeiden. Dennoch verloren drei von Goldman Sachs Asset Management verwaltete Hedge-Fonds substantiell an Wert, so dass der Global-Equity-Opportunities-(GEO)-Fonds als einer der GS-Hedge-Fonds durch milliardenschwere Investitionen gestützt werden musste. Dabei investierte Goldman Sachs selbst 3 Mrd. USD und Eli Broad, der ehemalige Chef der American International Group, Maurice Greenberg und die Perry Capital LLC zusammen noch einmal die gleiche Summe in den Fonds.

### Verschleierungen in der Europäischen Schuldenkrise und Einfluss auf die Politik
Goldman Sachs steht für sein Verhalten in der europäischen Schuldenkrise und seine Verflechtung mit der europäischen Politik in der Kritik. Es wurde berichtet, dass Goldman Sachs der griechischen Regierung systematisch geholfen hat, gegen hohe Gewinne die nationalen Schulden in den Jahren 1998 bis 2009 zu verschleiern. Lucas Papademos, danach griechischer Premierminister, leitete die griechische Zentralbank während der umstrittenen Geschäfte mit Goldman Sachs. Petros Christodoulou, Leiter der griechischen Schulden-Management-Agentur, begann seine Karriere bei Goldman Sachs. Mario Monti, Italiens neuer Premier und Finanzminister nach Silvio Berlusconi, ist wie Otmar Issing (früheres Mitglied der Deutschen Bundesbank und im Executive Board der Europäischen Zentralbank) internationaler Berater der Bank. Mario Draghi, neuer Chef der Europäischen Zentralbank, war vormals ein geschäftsführender Direktor von Goldman Sachs International. Diese und weitere Verbindungen zwischen Goldman Sachs und europäischen Politikern werden weiterhin kontrovers diskutiert.
In der Bundesrepublik Deutschland konnte Goldman Sachs während der Legislaturperiode seit 2009 mit Abstand die meisten Kontakte mit der Bundesregierung für sich verbuchen.

### Vorwurf des Wertpapierbetrugs
Die Börsenaufsicht SEC reichte am 15. April 2010 gegen Goldman Sachs & Co. und dessen Angestellten Fabrice Tourre eine Klage wegen möglicher Verstöße gegen das Wertpapiergesetz (Securities Act) am District Court in New York ein. Goldman Sachs soll demnach Anfang 2007 bei Anlegern für den Kauf eines synthetischen CDOs Abacus 2007-AC1 geworben haben und dabei entscheidende Tatsachen über die Anlagerisiken verheimlicht haben. Insbesondere soll der Hedgefonds Paulson & Co. insgeheim am Aufbau des Portfolios mitgewirkt und dafür besonders verlustträchtige Investments ausgesucht haben. Anschließend habe dieser mit Kreditausfallversicherungen, sogenannten Credit Default Swaps (CDS) auf ein Scheitern gewettet, das nach dem Einbruch am US-Immobilienmarkt auch eintrat. Goldman Sachs habe also insgeheim gegen die eigenen Kunden operiert. Insgesamt sollen die Anleger bei dem genannten Finanzprodukt mehr als eine Milliarde Dollar verloren haben. Fast die gleiche Summe soll der Hedgefonds Paulson dabei gewonnen haben. Die Anleihen waren an die IKB Deutsche Industriebank und die US-amerikanischen ACA Capital Management verkauft worden. Die Royal Bank of Scotland, die zwischenzeitlich die niederländische ABN Amro übernommen hatte, verlor dabei über die CDS rund 800 Millionen US-Dollar.
Goldman Sachs wurde von der SEC schon im Juli 2009 über die eingeleitete Untersuchung dieses Falls formell benachrichtigt; das Unternehmen verschwieg dies jedoch seinen Anlegern, weswegen eine Reihe von Investorenklagen eingereicht wurden. Grundsätzlich wird kritisiert, dass durch die verschiedenen Tätigkeitsbereiche des Unternehmens Konflikte mit den Interessen der Kunden vorprogrammiert seien; das Unternehmen wiederum beruft sich darauf, dass es hierbei nur mit professionellen Kunden zu tun habe.
Im Juli 2010 gab Goldman zu, seinen Kunden beim Verkauf des Abacus 2007-AC1 wesentliche Informationen vorenthalten zu haben, und zahlte 550 Mio. USD Strafe. Von dieser Summe gingen 300 Mio. US$ an das US-Finanzministerium, 150 Mio. USD an die IKB und 100 Mio. USD an die RBS. Allein im ersten Quartal 2010 hatte Goldman 3,5 Mrd. USD Gewinn gemacht.
2013 stand Tourre in einem Zivilprozess in New York vor Gericht. Die SEC klagte gegen ihn.  Am 1. August 2013 wurde der Fabelhafte Fab, wie Fabrice Tourre auch genannt wurde, von einer Jury in Manhattan schuldig gesprochen – er soll seinen Kunden beim Wertpapierverkauf wichtige Informationen vorenthalten haben, ihm drohen eine Geldstrafe und Berufsverbot.

### Rolle bei den US-Präsidentschaftswahlen
Bei den US-Präsidentschaftswahlen 2012 kamen die größten Spenden der Kampagne des republikanischen Kandidaten Mitt Romney direkt und indirekt von Goldman Sachs, mit 1.003.204 US-$. Bei den vorherigen Wahlen hatte GS auch für Obamas Kampagne gespendet.
Bei der US-Präsidentschaftswahl 2016 warf Donald Trump seiner Konkurrentin Hillary Clinton vor, sie werde von Goldman Sachs „total kontrolliert“. In einem Wahlwerbespot von Donald Trump wurde zudem einer „globalen Machtstruktur“ vorgeworfen, „für die wirtschaftlichen Entscheidungen, die unsere Arbeiterklasse bestohlen haben, unser Land seines Wohlstandes beraubt und Geld in die Taschen einer Handvoll mächtiger Konzerne und politischer Einrichtungen gespült“ verantwortlich gewesen zu sein. In dieser Werbung wurde auch das Gesicht des ehemaligen Goldman-Sachs-Chef Lloyd C. Blankfein gezeigt. Nach der Wahl hingegen holte Trump Steven Mnuchin, Stephen Bannon und Gary Cohn, die allesamt Manager bei Goldman Sachs waren, in seinen Beraterstab.

### Rolle bei malaysischem Staatsfonds und Strafzahlung
Im Dezember 2018 geriet Goldman Sachs in die öffentliche Berichterstattung, aufgrund des Finanzskandals um den malaysischen Staatsfonds 1Malaysia Development Berhad. Zwischen 2012 und 2013 hatte Goldman Sachs Geschäfte des Fonds im Wert von insgesamt 6,5 Milliarden US-Dollar begleitet. Die Bank nahm dabei Gebühren in Höhe von etwa 600 Millionen US-Dollar ein.
Im Zentrum der Korruptionsaffäre stand der ehemalige Top-Manager Tim Leissner, der, den Worten von Goldman Sachs-Chef David Solomon zufolge, die Bank in die Irre geführt habe. Malaysia forderte 7,5 Milliarden Dollar (rund 6,6 Milliarden Euro) Entschädigung von der Investmentbank.
Im Oktober 2020 teilte das US-Justizministerium mit, Goldman werde im Rahmen eines Vergleichs mit Behörden in den Vereinigten Staaten, Großbritannien, Singapur und anderen Ländern insgesamt 2,9 Milliarden Dollar zahlen. Goldman Sachs wurde beschuldigt, unter anderem Regierungsvertreter in Malaysia und Abu Dhabi mit Schmiergeldern von mehr als einer Milliarde Dollar bestochen zu haben. Anwälte der Bank hatten zuvor bei Gericht in New York ein Schuldbekenntnis im Namen von Goldman Malaysia wegen Verstößen gegen das Antikorruptionsgesetz „Foreign Corrupt Practices Act“ abgegeben.

### Europäische Finanztransaktionssteuer
Nachdem die EU-Kommission darauf hingewiesen hatte, dass der gering besteuerte Finanzsektor im Zuge der Finanzkrise 2007 mit 4,6 Billionen Euro unterstützt wurde, beschloss 2013 der Rat der EU-Finanz- und Wirtschaftsminister von elf Staaten, darunter Frankreich, eine Finanztransaktionssteuer einzuführen. Im gleichen Jahr beendete Frankreich seine Zusammenarbeit nach dem Widerstand aus der Lobby der Finanzdienstleister, aus Sicht von Kritikern vor allem durch Goldman Sachs. Kritiker machten auch Goldman Sachs verantwortlich für das Aussparen spezieller Finanztransaktionen von der geplanten Steuer, bei denen für ein paar Stunden oder über Nacht Wertpapiere von den Beteiligten hin- und wieder zurückwechseln.

### Arbeitsbedingungen
Insbesondere jüngere Mitarbeiter klagten im Frühjahr 2021 über ungesunde Arbeitsbelastungen. In einer unternehmensinternen Umfrage unter jungen Mitarbeitern gaben die Befragten ihre Wochenarbeitszeit mit durchschnittlich 105 Stunden an. Im August 2021 wurde publik, dass Goldman Sachs als Reaktion auf die Beschwerden aus den Umfragen eine Erhöhung der Einstiegsgehälter beschlossen habe. Demnach bekämen Analysten als Berufsanfänger im ersten Jahr 110.000 Dollar zuzüglich Boni.

### Sexuelle Belästigungen
Frauen bei Goldman Sachs in den USA haben 75 Fälle von sexuellen Übergriffen und Belästigungen durch leitende Bankangestellte zwischen 2000 und 2011 gemeldet, darunter auch Vergewaltigungen. Die Klagen sind Teil einer Sammelklage in New York, in der das Finanzinstitut beschuldigt wird, Frauen bei der Bezahlung und Beförderung zu diskriminieren. Die Klage von rund 1400 Frauen soll im Juni 2023 vor Gericht verhandelt werden.

### Group of Thirty
Die Group of Thirty veröffentlicht unter anderem Empfehlungen zur Aufsicht über die großen internationalen Finanzinstitutionen. An dem Gremium waren (Stand: 2016) auch die Präsidenten von drei der wichtigsten Zentralbanken der westlichen Welt beteiligt: Mario Draghi, der Chef der EZB, Mark Carney, der Chef der Bank of England, und William Dudley, Chef der Federal Reserve of New York, zuständig für die Aufsicht über die Wall Street. Alle drei waren zuvor Manager bei Goldman Sachs. Es wurde kritisiert, dass die Zentralbanker also Regularien für Finanzinstitutionen wie Goldman Sachs entwickelten, für die sie zuvor selbst gearbeitet hatten.

## Laufbahnen ehemaliger Mitarbeiter
Eine beachtliche Anzahl von Goldman-Sachs-Mitarbeitern hat entweder eine Karriere bei anderen Unternehmen oder in der Politik gemacht und hat der Bank auf politischer Seite den Spitznamen Government Sachs eingetragen.
Hier einige Beispiele:

### Politik bzw. Öffentlicher Dienst

#### In deutschsprachiger Öffentlichkeit
- Hans Friderichs, 1972–1977 Wirtschaftsminister unter Helmut Schmidt, war von 1990 bis 2000 International Adviser von Goldman Sachs
- Otmar Issing, ehemaliger Chefökonom der EZB, seit Januar 2007 International Adviser von Goldman Sachs, wurde von Angela Merkel im Krisenjahr 2008 zum Vorsitzenden der Expertengruppe „Neue Finanzarchitektur“ berufen[68]
- Jörg Kukies (SPD), ehemaliger Ko-Vorsitzender von Goldman Sachs Deutschland, Beamteter Staatssekretär im Bundesministerium der Finanzen seit März 2018[69]. Seit November 2024 ist er Finanzminister im Kabinett Scholz.[70]
- Alice Weidel, Co-Vorsitzende der AfD-Bundestagsfraktion[71][72]

#### Sonstige

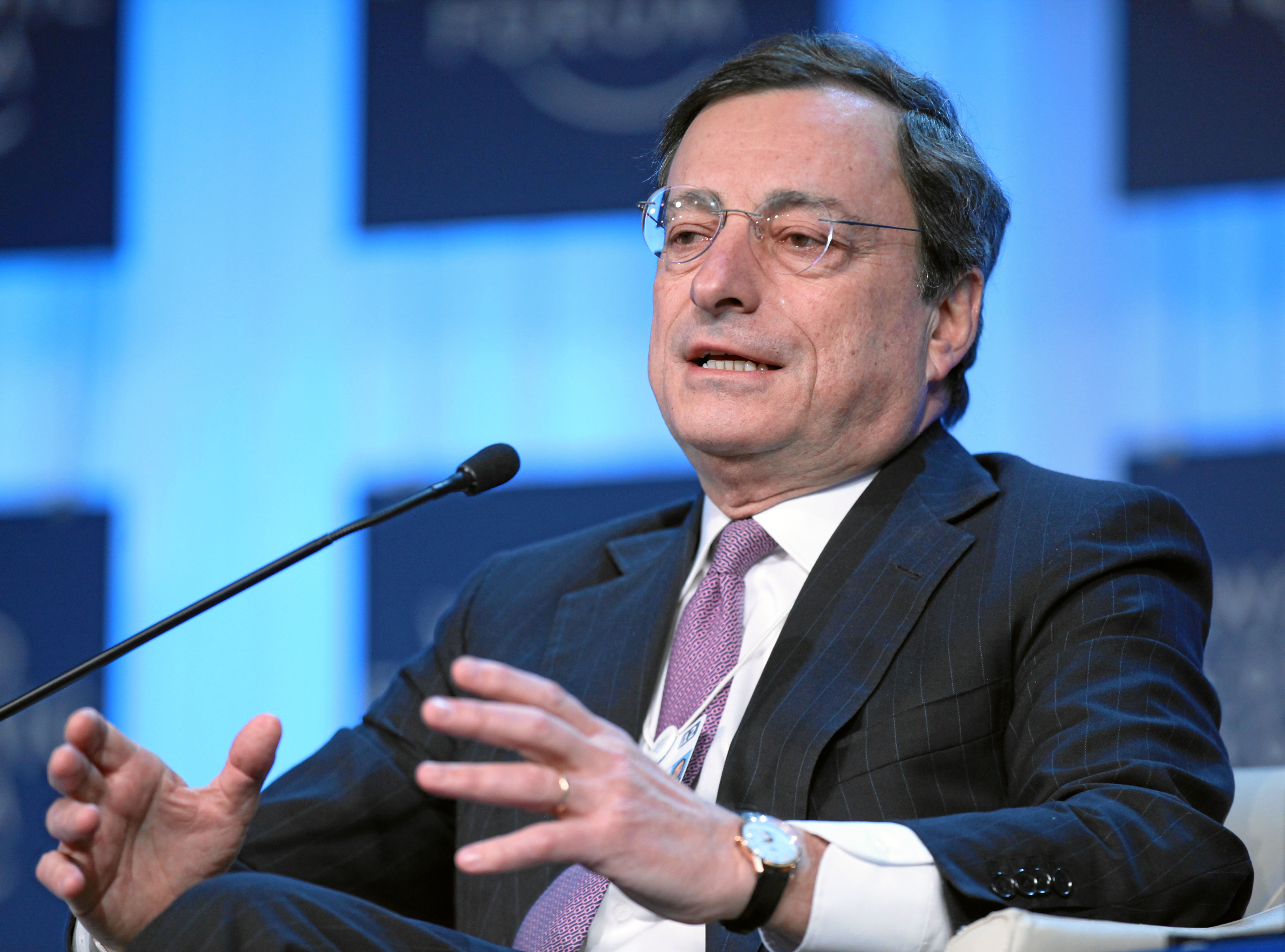
Italienischer Ministerpräsident und ehemaliger EZB-Präsident Mario Draghi, 2004–2005 Vizepräsident von Goldman Sachs International

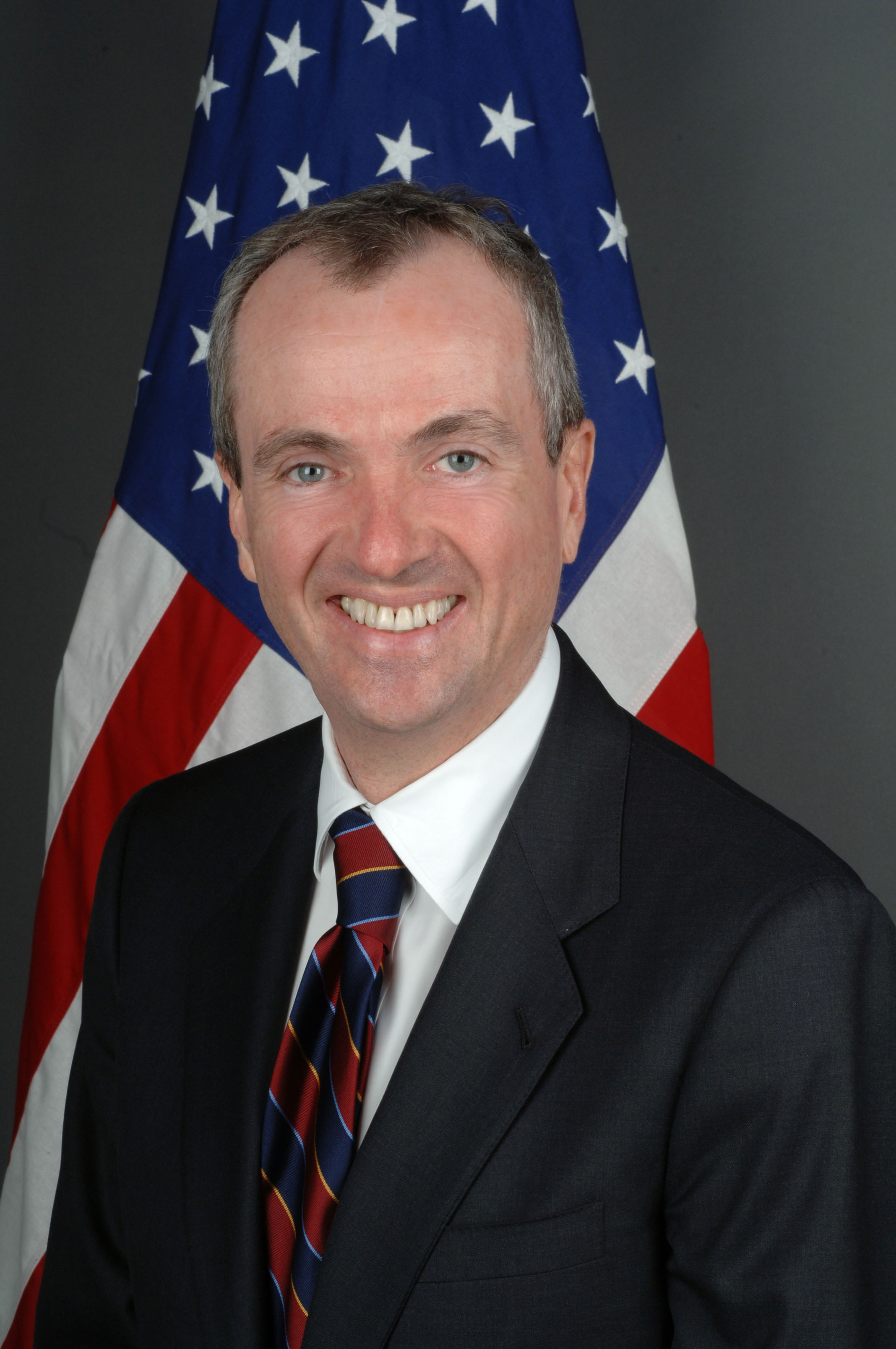
Philip D. Murphy war 23 Jahre bei Goldman Sachs, dann US-Botschafter in Berlin

- Henry M. Paulson, ehemaliger US-Finanzminister, davor CEO von Goldman Sachs, Mitglied im US-amerikanischen Think Tank Council on Foreign Relations
- Joshua Bolten, vormaliger White House Chief of Staff, Young Leader des deutsch-amerikanischen Elitenetzwerks Atlantik-Brücke
- Robert Zoellick, vormaliger Präsident der Weltbank (2007–2012)
- John C. Whitehead, stellvertretender US-Außenminister (1985–1989), Vorsitzender der Federal Reserve Bank of New York (1996–1999), Vorsitzender der Lower Manhattan Development Corporation (2001–2006), aktuell Berater des Londoner Think Tanks Chatham House
- Philip D. Murphy, fast 25 Jahre Investmentbanker bei Goldman Sachs, National Finance Chair of the Democratic National Committee (2006–2009), US-Botschafter in Deutschland (2009–2013), Internationaler Berater der Atlantik-Brücke
- Mario Draghi, ehemaliger Präsident der Europäischen Zentralbank (EZB), Mitglied in der privaten Lobbyorganisation der Finanzwirtschaft Group of Thirty, 2004 bis 2005 war er Managing Director und Vizepräsident von Goldman Sachs International in London[73]
- Mario Monti, Premierminister von Italien (2011–2013)
- Romano Prodi, Premierminister von Italien (1996–1998, 2006–2008) und Präsident der europäischen Kommission (1999–2004). Er gehörte früh (1990–1993) zu den internationalen Beratern von Goldman Sachs in Europa
- António Borges, Direktor von Goldman Sachs London, ab November 2010 bis November 2011 Europadirektor des IWF, danach Berater der portugiesischen Regierung für die Privatisierung von öffentlich-rechtlichen Unternehmen[74]
- E. Gerald Corrigan, früherer Präsident und CEO der Federal Reserve Bank of New York, Mitglied Trilaterale Kommission
- Jon Corzine, Gouverneur von New Jersey und früherer US-Senator von New Jersey.
- Henry Fowler, US-Finanzminister (1965–1969).
- Stephen Friedman, Vorsitzender der National Economic Council (2002–2005), Vorsitzender des President’s Foreign Intelligence Advisory Board (2005–2009)
- Robert Rubin, Vorsitzender der National Economic Council (1993–1995), US-Finanzminister (1995–1999)
- Bradley Abelow, Finanzminister von New Jersey
- Gary Gensler, Vorsitzender der Commodity Futures Trading Commission (CFTC), der Regulierungsbehörde für Derivate unter US-Präsident Barack Obama.
- Kenneth D. Brody, früherer Präsident und Aufsichtsratsvorsitzender der Export-Import Bank of the United States
- Paul Deighton, CEO des Londoner Organisationskomitees der Olympischen Spiele
- Robert D. Hormats, US-Staatssekretär für Wirtschaftswachstum, Energie und Umwelt im US-Außenministerium unter Obama. Vorher war er Vorstandsvorsitzender von Goldman Sachs, US-Vizeaußenminister, war Wirtschaftsberater von Henry Kissinger, General Brent Scowcroft und Zbigniew Brzeziński.
- Reuben Jeffery III, Vorsitzender der Commodity Futures Trading Commission
- Sidney J. Weinberg, Assistent des Vorsitzenden (1942–1943) und stellvertretender Vorsitzender (1944–1945), im War Production Board
- Anthony Scaramucci, Hedgefonds-Manager, ehemaliger Chefberater von Präsident Donald Trump (2017)[75][76]
- Massimo Tononi, stellvertretender Finanzminister unter Romano Prodi und ehemaliger Direktor von Goldmann Sachs
- Charles de Croisset, bis März 2004 Vize-Präsident von Goldman Sachs Europa, Mitglied der Inspection générale des finances (Allgemeine Finanzaufsicht) des Wirtschafts- und Finanzministerium Frankreichs
- Lord Brian Griffiths war Vice Chairman von Goldman Sachs International und enger Berater von Margaret Thatcher
- Guillermo de la Dehesa, früherer spanischer Finanzminister und spanischer Vize-Zentralbankchef
- Kazimierz Marcinkiewicz, ehemaliger polnischer Premierminister
- Ian Macfarlane, langjähriger Direktor der australischen Zentralbank
- Mark Carney, ehemaliger Direktor der Bank of England, seit 2025 Premierminister von Kanada
- Steven Mnuchin, US-Finanzminister im Kabinett Trump I
- Stephen Bannon, Chefstratege und ranghöchster Berater im Kabinett Trump I
- Gary Cohn, hinter dem Bankchef Lloyd Blankfein die Nummer zwei bei Goldman Sachs, dann Direktor des National Economic Councils der USA (2017–2018)

### Leitende Angestellte bzw. Investoren
- John Thain, CEO von Merrill Lynch

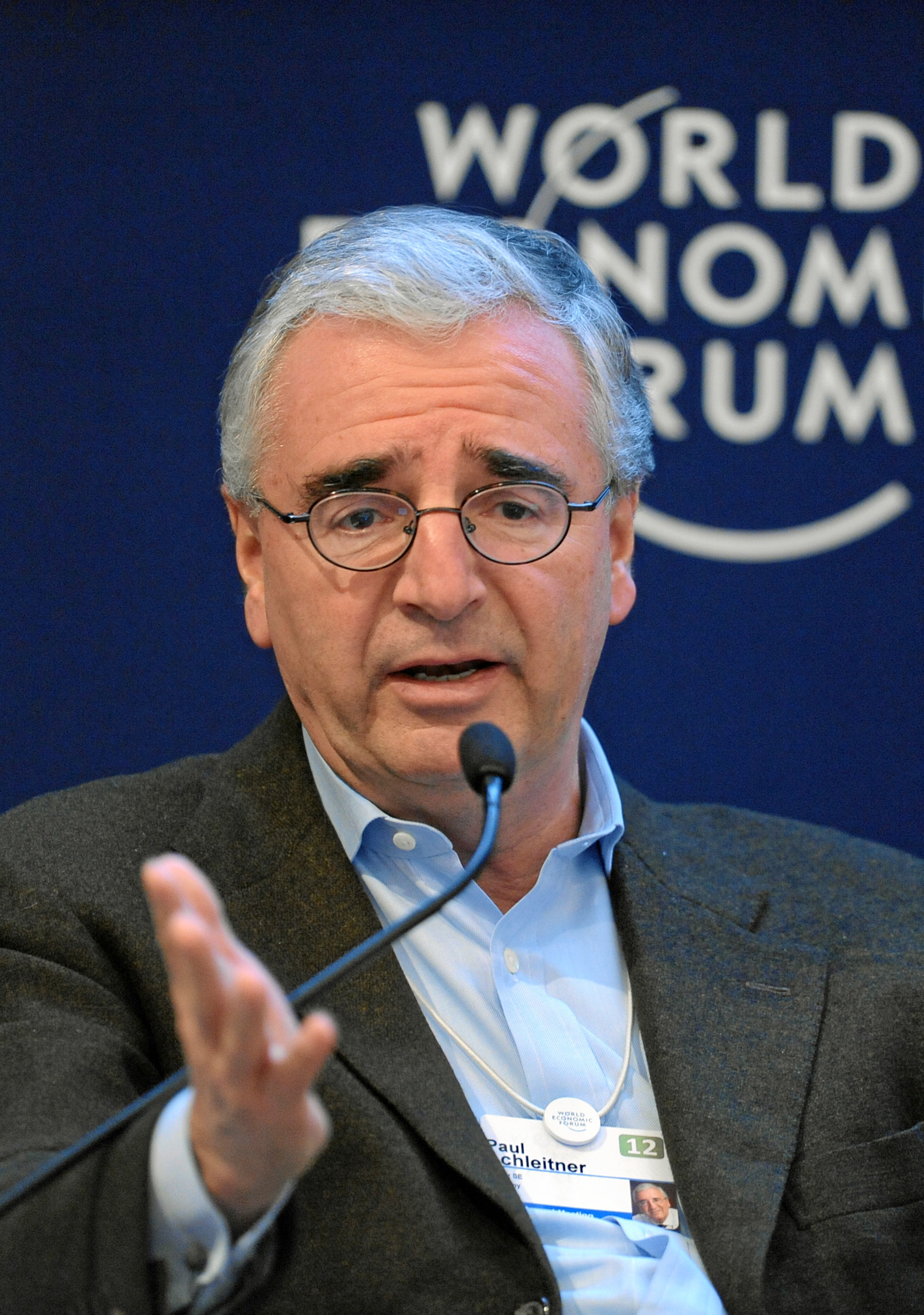
Ex-Goldman-Sachs-Investmentbanker und seit 2012 Aufsichtsratsvorsitz der Deutsche Bank AG Paul Achleitner

- Stuart L. Sternberg, Besitzer der Tampa Bay Devil Rays, einem Major-League-Baseball-Team.
- Gavyn Davies, Vorsitzender der BBC 2001–2004
- Leon G. Cooperman, Gründer und CEO der Omega Advisors
- Edward S. Lampert, Gründer der ESL Investments und Mitglied der Forbes-400-Liste.
- Eric Mindich, Gründer von Eton Park Capital Management, einem berühmten Hedge-Fonds.
- Ed Mule, Gründer des mehrere Milliarden starken Hedge-Fonds Silver Point.
- Pete Briger, 2. Geschäftsführer der Fortress Investment Group, die 260 Millionen Dollar Schuldscheine von Michael Jackson von der Bank of America im Jahr 2005 gekauft hat,
- J. Christopher Flowers, Gründer der J.C. Flowers & Co. LLC und Mitglied der Forbes-400-Liste,
- Richard M. Hayden, stellvertretender Vorsitzender der GSC Partners, einer 11 Millionen Dollar starken Vermögensverwaltungs-Firma.
- Dinakar Singh, CEO der TPG-Axon Capital, einem globalen Hedge-Fonds.
- Jim Cramer, Gründer von TheStreet.com und Smartmoney.com, besser bekannt als der Moderator von Mad Money auf CNBC.
- Paul Achleitner, Aufsichtsratsvorsitzender der Deutschen Bank und vormaliger CFO der Allianz SE, der weltgrößte Versicherungskonzern nach Marktkapitalisierung.

## Goldman Sachs Deutschland
1990 gründete das Unternehmen die Goldman Sachs AG mit Sitz in Frankfurt am Main. Diese ging im Januar 2019 in die Goldman Sachs Europe SE über. Ihr Vorstandsvorsitzender ist der Investmentbanker Wolfgang Fink.

## Filme
- Jérôme Fritel, Marc Roche: Goldman Sachs – Eine Bank lenkt die Welt. Frankreich 2012, 71 Minuten[82]
- Charles H. Ferguson: Inside Job, 2010 (erhielt 2011 den Oscar als bester Dokumentarfilm).